# Maurice Archambaud
Maurice Archambaud (París, 30 d'agost de 1906 - Le Raincy, 3 de desembre de 1955) era un ciclista francès que va desenvolupar la seva vida esportiva professional entre 1932 i 1944.
Aconseguí el rècord de l'hora el 1937 i el mantingué durant 5 anys, quan Fausto Coppi el superà per tan sols 31 metres. Membre destacat de l'equip francès del Tour dels anys 30, mai aconseguí guanyar la cursa degut a defallides espectaculars i a la mala sort amb les caigudes. Va vestir diverses vegades el mallot groc, guanyà 10 etapes i fou un corredor molt popular.
El 1948 va ser director tècnic de l'equip francès al Tour de França. Del 1947 al 1952 va ser el director esportiu del Lutèce Sportif.

## Palmarès
- 1932
  - 1r al Gran Premi de les Nacions
  - 1r al Gran Premi Wolber i vencedor d'una etapa
  - 1r del Petit Tour de França (en pista)
- 1933
  - Vencedor de dues etapes del Tour de França i 9 dies duent el mallot groc
  - 1r del Petit Tour de França (en pista)
- 1935
  - 1r a la París-Caen
  - 1r al Gran Premi de l'Écho d'Alger
  - 1r als Sis dies de París amb Roger Lapébie
  - Vencedor de dues etapes del Tour de França
  - Vencedor d'una al Giro d'Itàlia
- 1936
  - 1r a la París-Niça i vencedor d'una etapa
  - Vencedor d'una etapa al Tour de França i 5 dies duent el mallot groc
- 1937
  - Rècord de l'hora
  - 1r al Giro de la província de Milà, amb Aldo Bini
  - 1r a Lodi
  - Vencedor d'una etapa al Tour de França
- 1938
  - 1r al Premi Dupré-Lapize (amb Marcel Guimbretière)
  - 1r del Gran Premi de les muntanyes de Roannais
  - 1r a Nyon
- 1939
  - 1r a la París-Niça
  - Vencedor de 4 etapes al Tour de França

### Resultats al Tour de França
- 1932. 16è de la classificació general
- 1933. 5è de la classificació general, vencedor de 2 etapes i líder durant 9 etapes
- 1934. Abandona (5a etapa)
- 1935. 7è de la classificació general i vencedor de 2 etapes
- 1936. Abandona (14a etapa), vencedor d'una etapa i líder durant 5 etapes
- 1937. Abandona (7a etapa) i vencedor d'una etapa
- 1939. 14è de la classificació general i vencedor de 4 etapes

### Resultats al Giro d'Itàlia
- 1935. 5è de la classificació general i vencedor d'una etapa